# Dino (piłkarz)
Dino, właśc. Antonio Dino Galvão Bueno (ur. 21 września 1901 w Rio de Janeiro, zm. 11 września 1993 w São Paulo) – piłkarz brazylijski grający na pozycji ofensywnego pomocnika.

## Kariera klubowa
Dino karierę piłkarską rozpoczął w klubie Americano FC w 1916 roku. W 1918 roku przeszedł do CR Flamengo, w którym zakończył karierę w 1924. Z Flamengo zdobył mistrzostwo Stanu Rio de Janeiro – Campeonato Carioca w 1920 i 1921 roku.

## Kariera reprezentacyjna
Dino wziął udział w turnieju Copa América 1921. Brazylia zajęła drugie miejsce, a Dino zagrał we wszystkich trzech meczach turnieju z Argentyną, Urugwajem i Paragwajem. Dwa lata później po raz drugi uczestniczył w Copa América. Brazylia zajęła na tych mistrzostwach czwarte, ostatnie miejsce a Dino zagrał w meczu z Paragwajem. Łącznie w latach 1921−23 Dino rozegrał 4 spotkania w barwach canarinhos.